# Hilliard (Alabama)
Pour les articles homonymes, voir Hilliard.
Hilliard, également dénommée Kings, est une communauté non incorporée située dans le comté de Walker, dans l'État de l'Alabama, aux États-Unis. Elle se trouve le long le l'Alabama State Route 124 (en), à 9,7 km de Jasper et à 107 m d'altitude.

## Politique et administration
Hilliard est le premier siège du comté de Walker, avant que ce statut ne soit accordé à la ville de Jasper, située à quelques kilomètres plus au nord-est.